# Anicom
Die Anicom AG mit Sitz in Bern ist ein Schweizer Agrarhandelsunternehmen. Sie vermarktet als Gemeinschaftsunternehmen der Fenaco, der LAVEBA Genossenschaft, des GVS Schaffhausen und der angeschlossenen Tierhalter landwirtschaftliche Nutztiere, hauptsächlich Schweine, Rindvieh und Kälber sowie vermehrt auch Schafe, zur Zucht, zur Mast und zur Schlachtung.
Anicom wurde 1966 gegründet und erwirtschaftete 2020 mit einem Volumen von mehr als 1,2 Millionen Nutztieren einen Umsatz von 544 Millionen Franken. Gemessen am Umsatz gehört es zu den 500 grössten Unternehmen der Schweiz.
Das Unternehmen ist Mitglied bei der Branchenorganisation Proviande und gehört zu den 500 grössten Unternehmen in der Schweiz. Niederlassungen hat die Anicom in Payerne (VD), Lyssach (BE), Sursee (LU) und Ohringen (ZH). Der Firmenhauptsitz befindet sich in Lyssach. Per 1. Juli 2024 hat Christian Probst die Geschäftsführung von Stefan Schwab übernommen. Heinz Mollet ist seit 2012 Präsident des Verwaltungsrates.